# 特辛宮
特辛宮（瑞典語：Tessinska palatset）是位於瑞典斯德哥爾摩老城區的一座巴洛克風格宮殿。該宮殿建於1694年至1701年，位於歐洲鄰域街區，該建築物是由尼哥德慕·提契諾二世設計。是斯德哥爾摩王宮及其周邊地區城市規劃的一部分，但該規劃僅有部分設計實現。
目前，該宮殿位於王宫坡上。並自1965年9月24日起被列為國家文物保護建築。

## 歷史

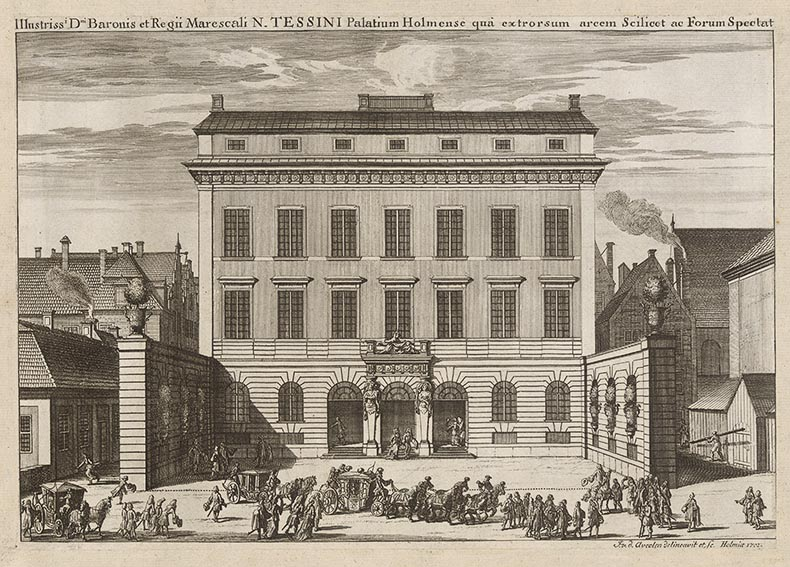
1702年的特辛宮

特辛宮是一座在對較小的土地上建造的迷你宮殿，作最初曾為特辛與其家族的住所。使用通藉由用透視效果，室內空間呈現出比實際更為寬敞的感覺。主樓層保則持了原始的狀態，由室內則由來自法國的藝術家精心裝飾，包括由雕塑家伯納德·福凱特在門廊上所設計的女性石柱。
該地產原先是由特辛的兒子卡爾·古斯塔夫·特辛繼承，由於經濟原因，他於1755年不得不將其出售。轉歸國家所有後，這座宮殿長期作為斯德哥爾摩總督的住所，即負責總督辦公室的首長。
該宮殿的巴洛克花園後於1960年代由園藝設計師沃爾特·鮑爾根據特辛本人的設計圖重新修復。
自1965年起，特辛宮被列為斯德哥爾摩的歷史古蹟。並自1968年起成為斯德哥爾摩郡州長的住所。今天，該建築歸國家所有。當前宮殿設有由建築師索菲亞赫奎斯特（Sofia Hedqvist）設計的手工簇絨地毯。

## 設計
特辛宮為簡樸、典型的巴洛克建筑，該建築擁有極為華麗的內部裝飾。宮殿的側翼包括一組修剪成蔓藤花紋形狀的黃楊木樹籬，以及一個噴泉和綠樹成蔭的花園。從一樓門廊通往花園的樓梯則通往一間閱兵套房，特辛在那裡設有一間法國藝術家裝飾的豪華起居室。

## 外部連結
59°19′33″N 18°04′23″E / 59.32583°N 18.07306°E